# Andrew Quick
Andrew Quick (conocido como Sr. Tic-Tac) es un personaje de la serie de libros de La Torre Oscura de Stephen King. Es el antagonista principal de la tercera entrega de Las Tierras Baldías.

## Historia
Andrew Quick es bisnieto de David Quick, un príncipe rebelde que murió al intentar pilotar un avión nazi (su cuerpo lo encuentran Roland y su ka-tet). Es el líder de los Grises, un grupo que vive debajo de la ciudad de Lud, que vive en constante conflicto con los Pubies de la superficie. Viste como un pirata y su personalidad es neurótica y en ciertos momentos con tendencias homosexuales. 
Tic-Tac ordena a Chirlas, uno de sus esbirros, secuestrar a Jake Chambers para que lo ayude a manejar unos ordenadores bipolares con los que tiene una enferma obsesión. Tanto Chirlas como Tic-Tac le dan una paliza a Jake y están a punto de matarlo. Cuando el niño logra que Tic-Tac y Chirlas desconfíen el uno del otro, Roland y Acho encuentran a Jake y logran matar a los Grises (salvo a una muchacha que le ruega piedad al Pistolero). Andrew Quick está malherido cuando un extraño personaje llamado Richard Fannin se presenta y le pide lealtad (Mi vida por ti) el extraño, que resulta ser Randall Flagg, se lleva a Andrew lejos de la ciudad en el momento en que Blaine el mono mata a todos los habitantes con un gas asfixiante. 
En el cuarto libro de la serie Tic-Tac hace una pequeña aparición al final de la novela parodiando al Mago de Oz. Flagg le ordena matar al Ka-tet, pero Acho se abalanza sobre él y Eddie Dean le dispara.
- Datos: Q4758338